# Sofia Meakin
Sofia Meakin, née le 7 février 1998, est une rameuse d'aviron suisse.

## Carrière
Elle remporte aux Championnats d'Europe d'aviron 2020 à Poznań la médaille d'argent en skiff poids légers.